# Kurczak tikka masala

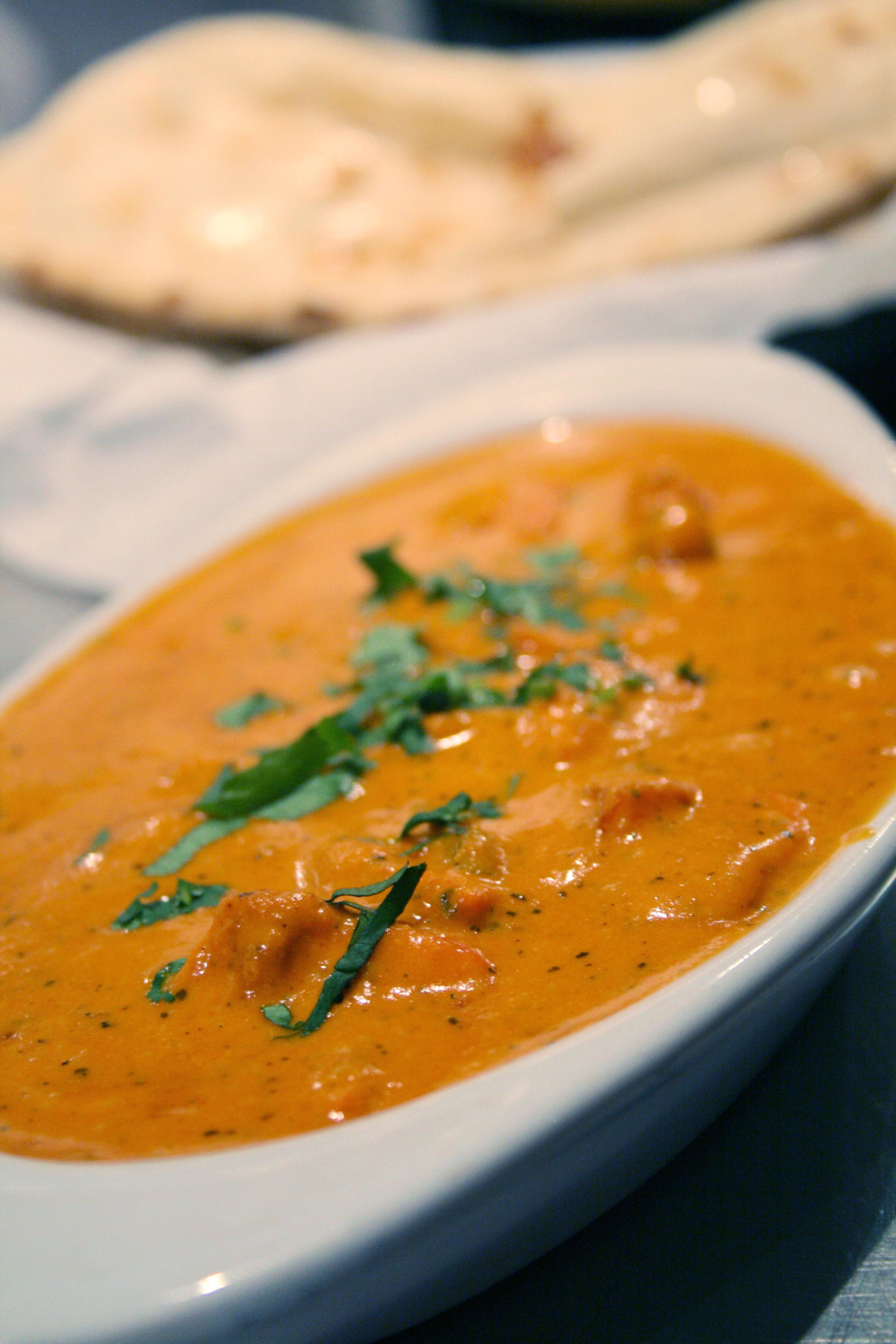
Kurczak tikka masala podany z chlebem naan

Kurczak tikka masala (ang. chicken tikka masala, hindi चिकन टिक्का मसाला, pendż. ਚਿਕਨ ਟਿੱਕਾ ਮਸਾਲਾ, beng. চিকেন টিক্কা মাসালা) – danie oparte na tradycji kuchni indyjskiej i pakistańskiej.
Jest to rodzaj grillowanych lub smażonych filetów z kurczaka uprzednio marynowanych (kurczak tikka), podawanych w specjalnym śmietanowym sosie masala z pomidorów i aromatycznych przypraw, serwowanych na gorąco.

## Geneza potrawy
Początki kurczaka tikka masala są sporne. Najczęściej podaje się, że potrawa powstała w Glasgow pod koniec lat 60. XX wieku, kiedy jeden z klientów restauracji poprosił o sos do tradycyjnego kurczaka tikka, ponieważ ten wydał mu się zbyt suchy. Rzekomo kucharz miał zaimprowizować sos z zupy pomidorowej, jogurtu i przypraw. Wiele restauracji w Wielkiej Brytanii twierdzi przy tym, że to u nich wynaleziono kurczaka tikka masala. Można przypuszczać jedynie, że potrawa z pewnością pojawiła się między rokiem 1950 a 1970.
Jedno ze źródeł datuje oryginalną recepturę na 1947 r., a miała ona powstać w Delhi. Według innej teorii pochodzi ona z Indii Brytyjskich, gdzie była sposobem na dostosowanie lokalnej kuchni do brytyjskich gustów smakowych. Jej pierwowzorem mógł być murgh makhni, czyli maślany kurczak – tradycyjne danie pochodzące z Pendżabu w Indiach.

## Popularność

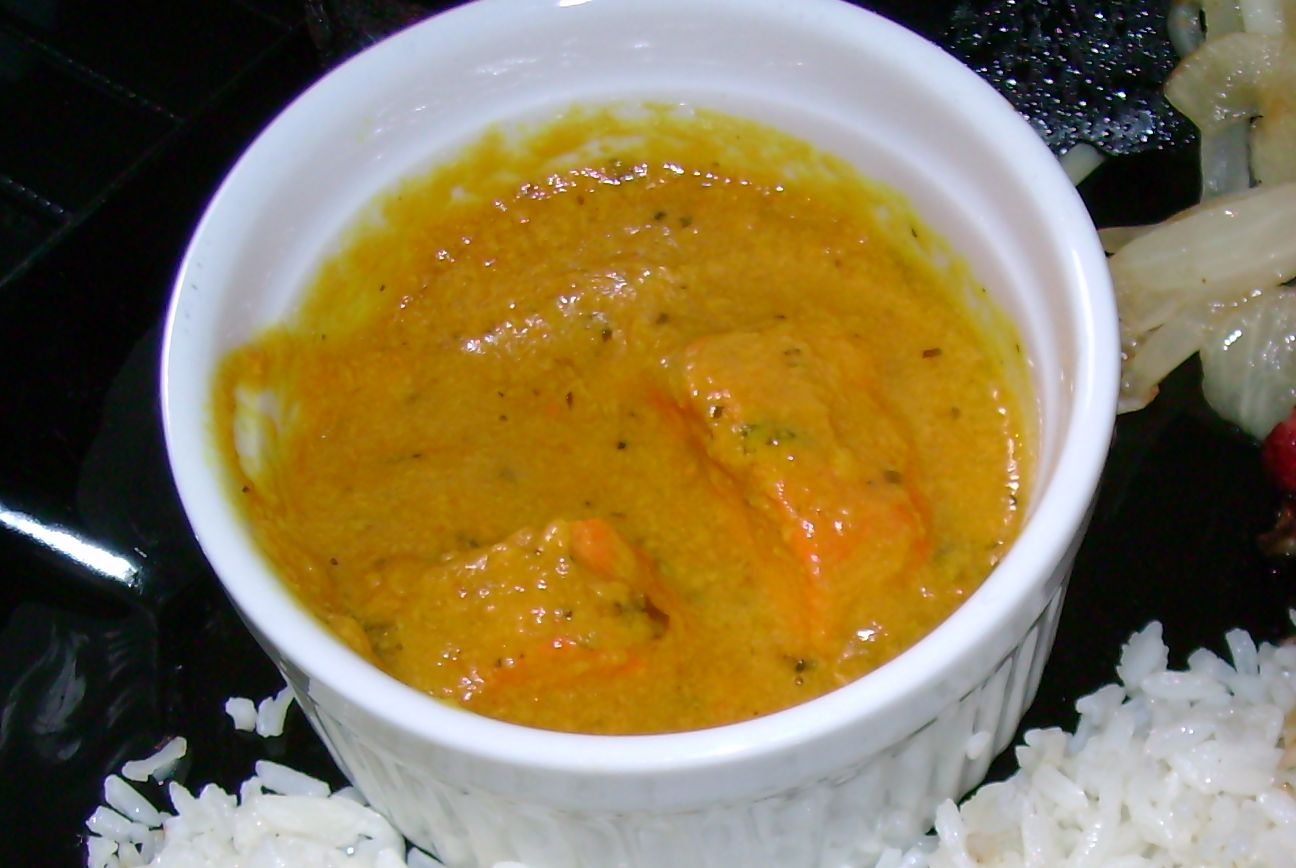
Inna wersja potrawy podana z ryżem

Kurczak tikka masala jest serwowany w restauracjach na całym świecie. Danie to jest podobne w smaku do typowo indyjskich potraw, takich jak murgh makhani. W Pakistanie jest znane jako kurczak masala lub kurczak tandoori masala.
Badania świadczą o tym, że najczęściej jest podawany w Wielkiej Brytanii, gdzie jest jednym z siedmiu najpopularniejszych kurczaków curry. Jego międzykulturowa popularność skłoniła ministra spraw zagranicznych Wielkiej Brytanii Robina Cooka do ogłoszenia kurczaka tikka masala brytyjską potrawą narodową.  Popularność kurczaka tikka masala można uznać za przejaw szczególnej brytyjskiej wielokulturowości:
| Chicken Tikka Massala is now a true British national dish, not only because it is the most popular, but because it is a perfect illustration of the way Britain absorbs and adapts external influences. Chicken Tikka is an Indian dish. The Massala sauce was added to satisfy the desire of British people to have their meat served in gravy. Coming to terms with multiculturalism as a positive force for our economy and society will have significant implications for our understanding of Britishness. | Kurczak tikka massala jest obecnie prawdziwą narodową brytyjską potrawą, nie tylko dlatego, że jest bardzo popularna, ale ponieważ doskonale ilustruje brytyjski sposób absorpcji i adaptacji zewnętrznych wpływów. Kurczak tikka jest indyjskim daniem. Masala był dodawany, aby zaspokoić życzenia Brytyjczyków chcących mieć mięso podane w sosie. Dojście do zgody z wielokulturowością jako pozytywną siłą dla naszej gospodarki i społeczeństwa będzie miało znaczące konsekwencje dla naszego rozumienia brytyjskości. |

Tak serwowany kurczak jest obecny w menu również polskich restauracji nawiązujących do kuchni południowoazjatyckiej.

## Składniki
Nie istnieje jeden typowy przepis na kurczaka tikka masala. Podczas badań znaleziono 48 różnych receptur, których jedynym wspólnym składnikiem był kurczak. Mięso jest przeważnie marynowane z mieszanką przypraw tikka i jogurtem, a następnie grillowane albo smażone na klarowanym maśle, oliwie lub oleju. Masala to sos pomidorowy zawierający zwykle śmietanę lub mleko kokosowe i różne przyprawy, najczęściej gotową mieszankę garam masala. Sos lub kawałki kurczaka (albo jedno i drugie) są często barwione pomarańczowymi lub czerwonymi barwnikami spożywczymi.
W niektórych daniach tikka masala kurczak bywa zastępowany jagnięciną, rybą lub serem panir. Podawany bywa z ryżem, na placuszkach chapati lub jako fastfood włożony do pity.

## Przykładowy przepis
Składniki na kurczaka tikka

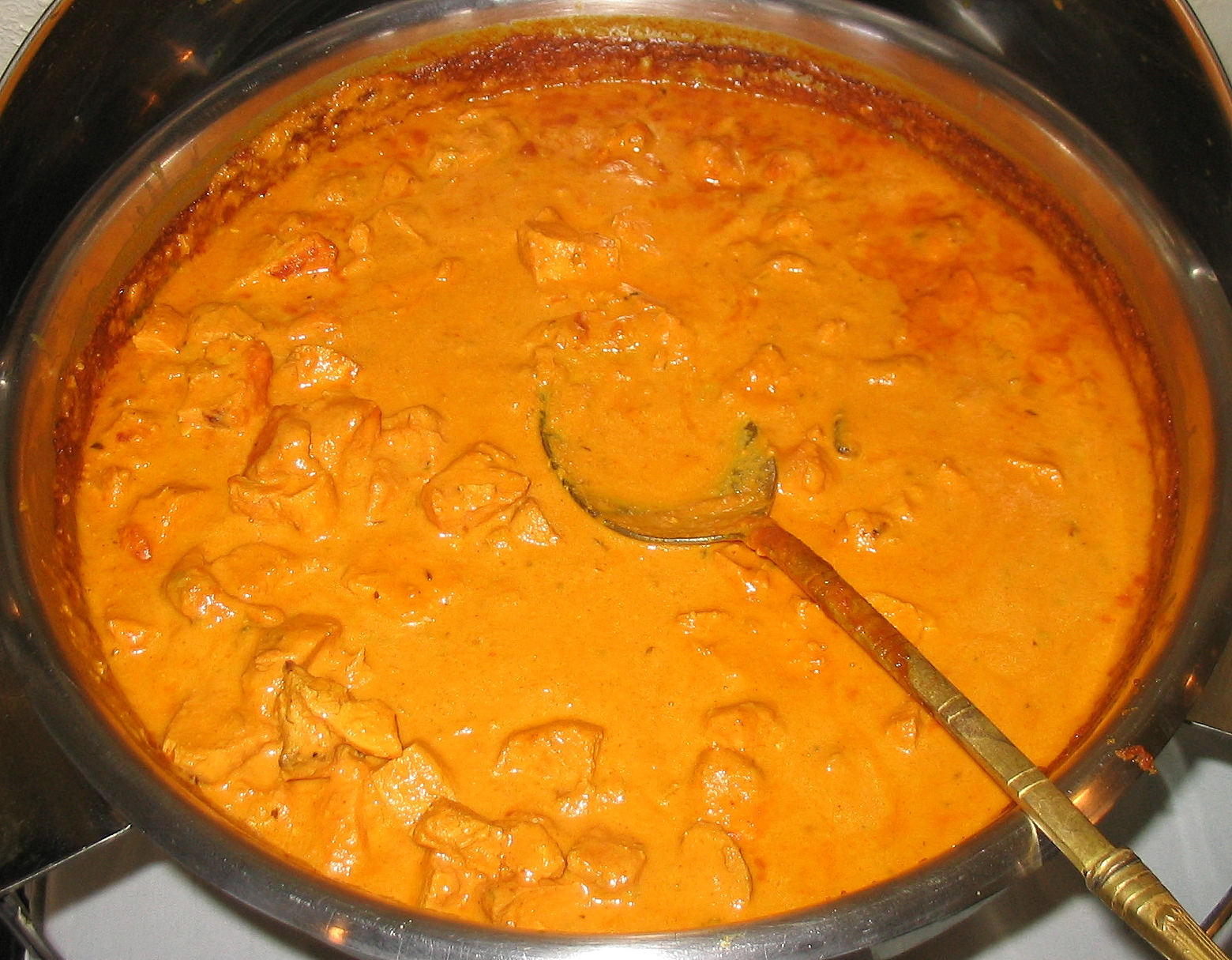
Danie na indyjskim talerzu

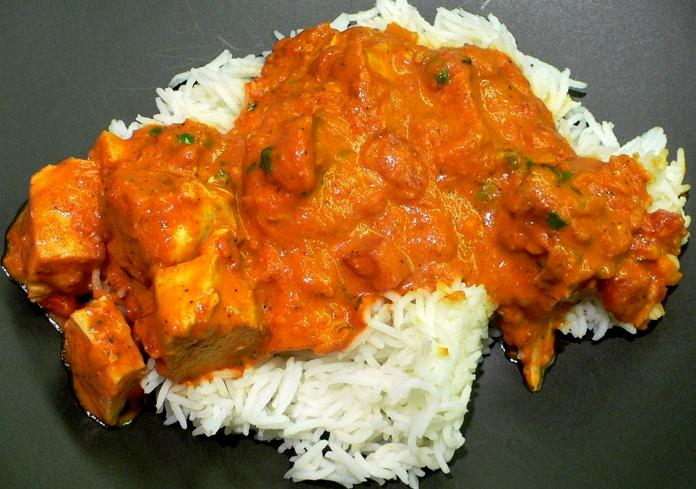
Sposób podania kurczaka tikka masala na porcji ryżu

- 4 piersi kurczaka pokrojone w paski
- oliwa do smażenia
- 1/2 szklanki jogurtu
- 1 łyżeczka startego imbiru
- 2 rozgniecione ząbki czosnku
- 1/2 łyżeczki kurkumy
- 1 łyżeczka chili
- 1 łyżeczka kuminu
- 4 łyżki soku z cytryny lub limonki

Składniki na sos masala
- 2 łyżki oleju
- 1 łyżeczka startego imbiru
- 1 rozgnieciony ząbek czosnku
- 1 posiekana cebula
- 2 pokrojone pomidory
- 1 łyżeczka garam masala
- 1/2 łyżeczki kuminu
- 1/2 łyżeczki mielonych ziaren kolendry
- sól do smaku
- 1/4 szklanki kwaśnej śmietany

Przygotować marynatę: do naczynia wlać jogurt, dodać pozostałe składniki i dokładnie je wymieszać. Mięso polać gęstą marynatą i wymieszać, aby pokryła wszystkie kawałki i wstawić do lodówki na minimum 20 minut. Po tym czasie w rondlu rozgrzać oliwę, wyjąć mięso z marynaty i podsmażyć, od czasu do czasu mieszając.
Przygotować sos: w osobnym rondlu rozgrzać olej, wrzucić cebulę i podsmażyć na rumiano, pod koniec na minutę imbir i czosnek, po czym dodać pomidory i gotować około 5 minut. Przyprawić kuminem, kolendrą i solą, gotować kolejne kilka minut. Do sosu włożyć uprzednio podsmażone kawałki mięsa i gotować 3–5 minut. Wlać śmietanę, wymieszać, gotując jeszcze jedną minutę.

## Konotacje kulturowe
W 2005 r. w Wielkiej Brytanii została nakręcona gejowska komedia romantyczna pod tytułem Chicken Tikka Masala. Tłem jej fabuły jest życie hinduskich imigrantów w Wielkiej Brytanii. W Polsce film rozpowszechniany był w 2008 r. na DVD jako Przepis na miłość, ponieważ nazwa brytyjsko-hinduskiej potrawy nie jest rozpoznawalna przez polskiego widza. Na obwolucie filmu zamieszczono za to przepis na potrawę i skład mieszanki przypraw tikka.